# Plouarzel
Plouarzel är en kommun i departementet Finistère i regionen Bretagne i västra Frankrike. Kommunen ligger i kantonen Saint-Renan som tillhör arrondissementet Brest. År 2022 hade Plouarzel 3 987 invånare.

## Befolkningsutveckling
Antalet invånare i kommunen Plouarzel
Referens:INSEE